# Hyalinobatrachium valerioi
Hyalinobatrachium valerioi (Dunn, 1931) è un anfibio anuro appartenente alla famiglia Centrolenidae, diffuso in America Centrale e Meridionale.

## Descrizione
Questa rana piccola e delicata possiede una pelle trasparente che la fa sembrare fatta di vetro. La sua lunghezza è da 2 a 3,5 cm.

## Biologia
È un'eccellente arrampicatrice, munita di grandi dischi adesivi sotto tutte le dita. La femmina fissa le uova alle fronde degli alberi che si affacciano sui torrenti. Alla schiusa, i girini rossi o rosa cadono nell'acqua e scavano nel fango o nella sabbia del letto del torrente.

## Distribuzione e habitat
Dalla Costa Rica centrale a Panama, fino alla Colombia e all'Ecuador.